# Florence Culwick
Florence Culwick (4 de novembro de 1877 - 30 de agosto de 1929) foi a diretora da Culwick Choral Society.

## Biografia
Florence Culwick nasceu na 21st Upper Lesson Street, Dublin, em 4 de novembro de 1877. Ela era filha de James Cooksey Culwick, professor de música, e Mary Jane (nascida Richardson), sua segunda esposa. Ela frequentou o Alexandra College, Dublin, destacando-se na música, ela iria ensinar música em Alexandra. O seu pai ocupou vários cargos como organista em Dublin e finalmente na Chapel Royal, Dublin Castle, onde permaneceu até à sua morte em 1907. Após a sua morte, Culwick restabeleceu a sua sociedade coral após um hiato, chamada Miss Culwick's Choral Society. Isso fez dela a primeira regente feminina de Dublin.
Durante a Primeira Guerra Mundial, o coro era apenas feminino, mas em 1919 estava de volta com força total e florescendo. Foi Culwick quem atraiu artistas como Dorothy Silk e John Goss para Dublin, ao mesmo tempo que incentivou o talento local. Entre as apresentações notáveis estava a primeira apresentação em Dublin de Vaidade das vaidades de Bantock e a missa em sol menor de Vaughan Williams. Em 1927, o coro ganhou o Eisteddfod galês em Holyhead. Depois, o coro foi renomeado em homenagem ao seu pai e ao seu sucesso, Culwick Choral Society.
Culwick morreu em 30 de agosto de 1929 numa casa de repouso em Portobello, Dublin. O Florence Culwick Memorial Cup foi estabelecido em sua homenagem como parte do Feis Ceoil.